# Eesti Laul 2020
Der 12. Eesti Laul fand am 29. Februar 2020 statt und war der estnische Vorentscheid für den Eurovision Song Contest 2020 in Rotterdam (Niederlande).
Als Sieger ging der Sänger Uku Suviste mit seinem Lied What Love Is hervor.

## Format

### Konzept
Der Vorentscheid wird auch 2020 wieder aus zwei Halbfinals und einem Finale bestehen. Insgesamt 24 Lieder werden erneut am Halbfinale teilnehmen. Pro Halbfinale werden somit jeweils 12 Lieder vorgestellt, wovon sich jeweils die besten sechs für das Finale qualifizieren. Wie 2019 werden die Halbfinals in der Sportanlage der Universität Tartu stattfinden. Das Finale wird in der Saku Suurhall in Tallinn ausgetragen. Die ersten fünf Finalisten werden zu 50 % per Televoting und zu 50 % per Juryvoting entschieden. Der sechste Finalist wird in einer zweiten separaten Runde durch 100 % Televoting entschieden. Im Finale treten somit zwölf Teilnehmer in zwei Abstimmungsrunden gegeneinander an. Zu 50 % Televoting und zu 50 % Juryvoting werden dann die besten drei Teilnehmer ermittelt, die am Superfinale teilnehmen. Im Superfinale entscheiden dann lediglich die Zuschauer den Sieger und damit den estnischen Beitrag zum Song Contest 2020.
Der Sänger Karl-Erik Taukar und der Schauspieler Tõnis Niinemets werden durch die Sendungen führen.

### Beitragswahl
Vom 1. September 2019 bis zum 6. November 2019 konnten Beiträge über eine Online-Plattform bei ERR eingereicht werden. Erneut konnten auch ausländische Komponisten Beiträge einreichen. Allerdings bestand weiterhin eine Gebühr für das Einreichen von Beiträgen. Wurde ein Lied auf Estnisch eingereicht, fiel eine Gebühr von 25 Euro an. Für andere Sprachen fiel eine Gebühr von 75 Euro an. Am 7. November 2019 verkündete ERR, dass sie 178 Lieder erhalten haben. 76 Lieder wurden auf Estnisch eingereicht und 102 Lieder in anderen Sprachen. Insgesamt sind es 38 Lieder weniger als noch im Vorjahr.
Anu Varusk, Birgit Sarrap, Daniel Levi, Eda-Ines Etti, Hendrik Sal-Saller, Jüri Makarov, Kaupo Karelson, Lauri Hermann, Madis Aesma, Maiken, Owe Petersell, Sten Teppan und Vaido Pannel bildeten die Jury für die Auswahl der Lieder.

## Teilnehmer
Die 24 Teilnehmer inklusive deren Lieder sollen am 13. und 14. November 2019 in der Sendung Ringvaade präsentiert werden. Somit werden pro Sendung 12 Teilnehmer präsentiert.

## Halbfinale

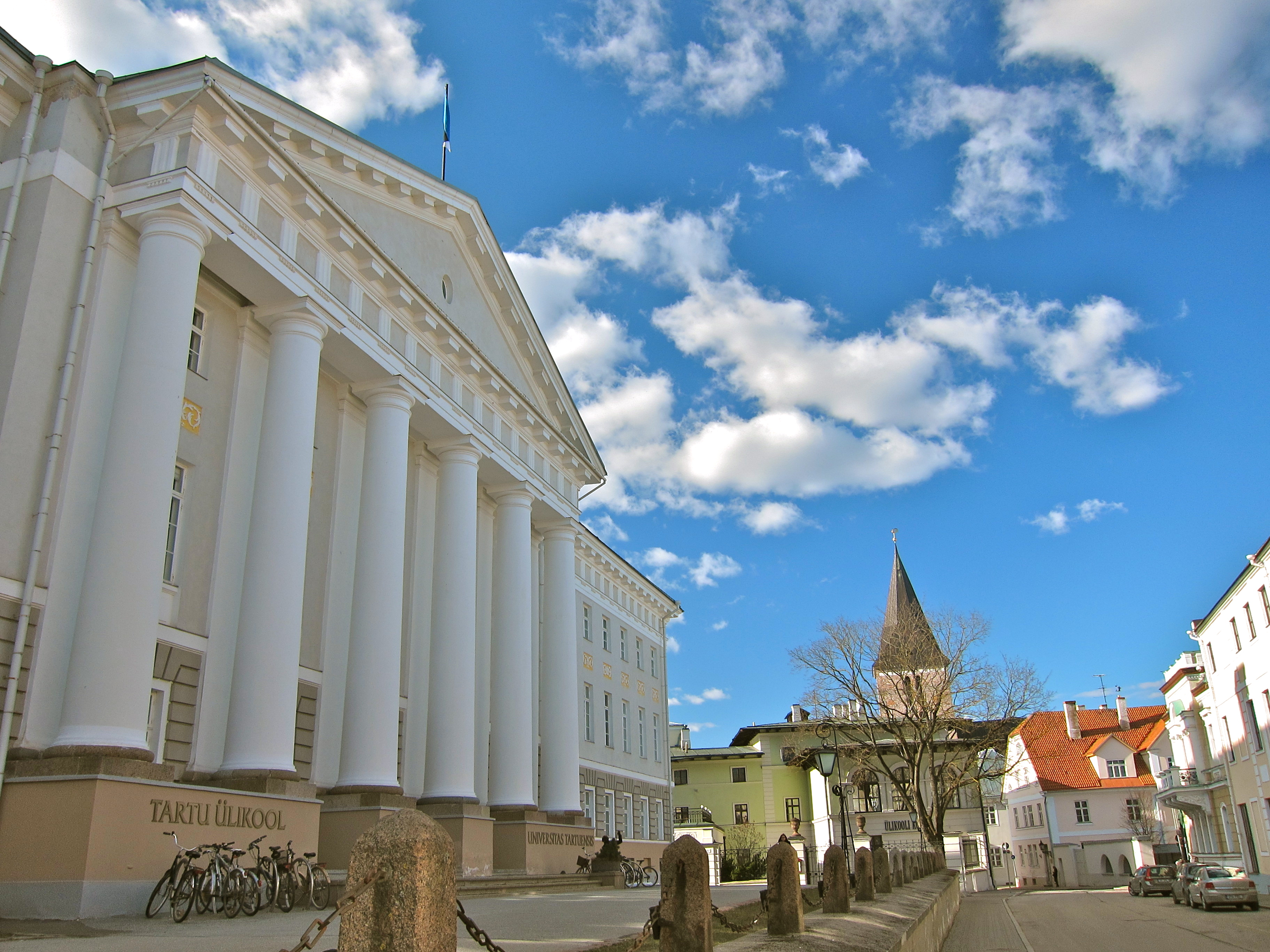
Universität Tartu

Am 26. November 2019 verkündete die Verteilung der Teilnehmer auf die beiden Halbfinals. Die genaue Startreihenfolge soll Anfang 2020 bekanntgegeben werden.

### Erstes Halbfinale
Das erste Halbfinale fand am (Poolfinaal 1) am 13. Februar 2020 um 21:35 Uhr (EET) in der Universität Tartu in Tartu statt. Sechs Teilnehmer qualifizierten sich für das Finale.
| Startnr. | Interpret                   | Lied Musik (M) und Text (T)                                                          | Sprache  | Übersetzung (inoffiziell)     | Runde 1 | Runde 1 | Runde 1                             | Runde 1                             | Runde 1 | Runde 1 | Runde 2                             | Runde 2 |
| Startnr. | Interpret                   | Lied Musik (M) und Text (T)                                                          | Sprache  | Übersetzung (inoffiziell)     | Jury    | Jury    | Zuschauerstimmen (Televoting & SMS) | Zuschauerstimmen (Televoting & SMS) | Gesamt  | Platz   | Zuschauerstimmen (Televoting & SMS) | Platz   |
| Startnr. | Interpret                   | Lied Musik (M) und Text (T)                                                          | Sprache  | Übersetzung (inoffiziell)     | Stimmen | Punkte  | Stimmen                             | Punkte                              | Gesamt  | Platz   | Zuschauerstimmen (Televoting & SMS) | Platz   |
| -------- | --------------------------- | ------------------------------------------------------------------------------------ | -------- | ----------------------------- | ------- | ------- | ----------------------------------- | ----------------------------------- | ------- | ------- | ----------------------------------- | ------- |
| 05       | Anett x Fredi               | Write About Me M/T: Frederik Küüts, Anett Kulbin                                     | Englisch | Schreibe über mich            | 81      | 12      | 1.238                               | 7                                   | 19      | 1.      | –                                   | –       |
| 10       | Egert Milder                | Georgia (On My Mind) M/T: Kaspar Kalluste, Matteo Capreoli, Egert Milder             | Englisch | Georgien (In meinen Gedanken) | 73      | 10      | 1.317                               | 8                                   | 18      | 2.      | –                                   | –       |
| 12       | Synne Valtri feat. Väliharf | Majakad M/T: Synne Valtri, Jaanus Viskar, Toomas Laur, Gert Gregor Källo, Aapo Ilves | Estnisch | Leuchttürme                   | 27      | 2       | 1.861                               | 12                                  | 14      | 3.      | –                                   | –       |
| 01       | Rasmus Rändvee              | Young M/T: Karl-Ander Reismann, Rasmus Rändvee                                       | Englisch | Jung                          | 68      | 7       | 1.187                               | 6                                   | 13      | 4.      | –                                   | –       |
| 03       | STEFAN                      | By My Side M/T: Karl-Ander Reismann, Stefan Airapetjan                               | Englisch | An meiner Seite               | 72      | 8       | 1.036                               | 5                                   | 13      | 5.      | 2.034                               | 1.      |
| 09       | Little Mess                 | Without A Reason M/T: Ebbe Ravn, Timo Vendt, Mihkel Mattisen, Tanja Mihhailova-Saar  | Englisch | Ohne einen Grund              | 12      | 0       | 1.412                               | 10                                  | 10      | 6.      | 404                                 | 7.      |
| 08       | Laura                       | Break Me M/T: Janne Hyöty, Jessica Hyöty, Laura Põldvere                             | Englisch | Brich mich                    | 44      | 4       | 915                                 | 3                                   | 7       | 7.      | 610                                 | 2.      |
| 06       | Revals                      | Kirjutan romaani M/T: Jaanus Saago                                                   | Estnisch | Ich schreibe einen Roman      | 46      | 5       | 734                                 | 2                                   | 7       | 8.      | 546                                 | 5.      |
| 04       | INGA                        | Right Time M/T: Peter Põder, Allan Kasuk, Raul Krebs, Inga Tislar                    | Englisch | Richtige Zeit                 | 59      | 6       | 661                                 | 1                                   | 7       | 9.      | 538                                 | 4.      |
| 07       | Renate                      | Videomäng M/T: Renate Saluste                                                        | Estnisch | Videospiel                    | 0       | 0       | 964                                 | 4                                   | 4       | 10.     | 599                                 | 3.      |
| 02       | Kruuv                       | Leelo M/T: Allan Kasuk                                                               | Estnisch | –                             | 27      | 3       | 495                                 | 0                                   | 3       | 11.     | 398                                 | 8.      |
| 11       | Jennifer Cohen              | Ping Pong M/T: Jennifer Cohen, Luisa Lõhmus                                          | Englisch | –                             | 15      | 1       | 601                                 | 0                                   | 1       | 12.     | 423                                 | 6.      |

 Kandidat hat sich für das Finale qualifiziert.
 Kandidat hat sich per Televoting für das Finale qualifiziert.

### Zweites Halbfinale
Das zweite Halbfinale fand am (Poolfinaal 2) am 15. Februar 2020 um 21:35 Uhr (EET) in der Universität Tartu in Tartu statt. Sechs Teilnehmer qualifizierten sich für das Finale.
| Startnr. | Interpret        | Lied Musik (M) und Text (T)                                                      | Sprache  | Übersetzung (inoffiziell)               | Runde 1 | Runde 1 | Runde 1                             | Runde 1                             | Runde 1 | Runde 1 | Runde 2                             | Runde 2 |
| Startnr. | Interpret        | Lied Musik (M) und Text (T)                                                      | Sprache  | Übersetzung (inoffiziell)               | Jury    | Jury    | Zuschauerstimmen (Televoting & SMS) | Zuschauerstimmen (Televoting & SMS) | Gesamt  | Platz   | Zuschauerstimmen (Televoting & SMS) | Platz   |
| Startnr. | Interpret        | Lied Musik (M) und Text (T)                                                      | Sprache  | Übersetzung (inoffiziell)               | Stimmen | Punkte  | Stimmen                             | Punkte                              | Gesamt  | Platz   | Zuschauerstimmen (Televoting & SMS) | Platz   |
| -------- | ---------------- | -------------------------------------------------------------------------------- | -------- | --------------------------------------- | ------- | ------- | ----------------------------------- | ----------------------------------- | ------- | ------- | ----------------------------------- | ------- |
| 07       | Jaagup Tuisk     | Beautiful Lie M/T: Jaagup Tuisk                                                  | Englisch | Schöne Lüge                             | 108     | 12      | 2.033                               | 8                                   | 20      | 1.      | –                                   | –       |
| 03       | Uku Suviste      | What Love Is M/T: Uku Suviste, Sharon Vaughn                                     | Englisch | Was Liebe ist                           | 52      | 6       | 5.570                               | 12                                  | 18      | 2.      | –                                   | –       |
| 10       | Traffic          | Üks kord veel M/T: Victor Crone, Fred Krieger, Vallo Kikas, Stig Rästa           | Estnisch | Noch einmal                             | 69      | 10      | 1.522                               | 6                                   | 16      | 3.      | –                                   | –       |
| 04       | INGER            | Only Dream M/T: Inger Fridolin, Karl-Ander Reismann                              | Englisch | Nur ein Traum                           | 57      | 8       | 1.967                               | 7                                   | 15      | 4.      | –                                   | –       |
| 12       | Mariliis Jõgeva  | Unistustes M/T: Mariliis Jõgeva, Oliver Mazurtšak                                | Estnisch | In Träumen                              | 33      | 3       | 2.353                               | 10                                  | 13      | 5.      | 516                                 | 7.      |
| 11       | SHIRA            | Out In Space M/T: SHIRA ja Karl-Ander Reismann                                   | Englisch | In den Tiefen des Alls                  | 47      | 4       | 1.400                               | 5                                   | 9       | 6.      | 1.947                               | 1.      |
| 09       | Uudo Sepp        | I'm Sorry. I Messed Up M/T: Andrei Zevakin                                       | Englisch | Es tut mir Leid. Ich habe es vermasselt | 57      | 7       | 826                                 | 1                                   | 8       | 7.      | 1.760                               | 2.      |
| 08       | Ziggy Wild       | Lean On Me M/T: Laura Prits, Valdur Viiklepp, Sander Nõmmistu, Henri-Hannes Sell | Englisch | Lehne dich an mich                      | 52      | 5       | 933                                 | 2                                   | 7       | 8.      | 898                                 | 6.      |
| 05       | Merilin Mälk     | Miljon sammu M/T: Jonas Olsson, Teemu Jokinen, Jana Hallas, Merilin Mälk         | Estnisch | Eine Million Schritte                   | 20      | 2       | 1.021                               | 3                                   | 5       | 9.      | 1.244                               | 4.      |
| 01       | Viinerid         | Kapa Kohi-LA M/T: Peter Põder, Hardo Hansar, Martti Kask                         | Estnisch | –                                       | 8       | 0       | 1.307                               | 4                                   | 4       | 10.     | 1.710                               | 3.      |
| 06       | German & Violina | Heart Winder M/T: Timo Vendt, Ebbe Ravn, Carine-Jessica Kostla, Liis-Marii Vendt | Englisch | Herzen Verdreher                        | 15      | 1       | 623                                 | 0                                   | 1       | 11.     | 1.214                               | 5.      |
| 02       | Janet            | Hingelind M/T: Marek Rosenberg, Lauri Lembinen, Kadri Lepik, Janet Vavilov       | Estnisch | Seelenvogel                             | 4       | 0       | 456                                 | 0                                   | 0       | 12.     | 188                                 | 8.      |

## Finale

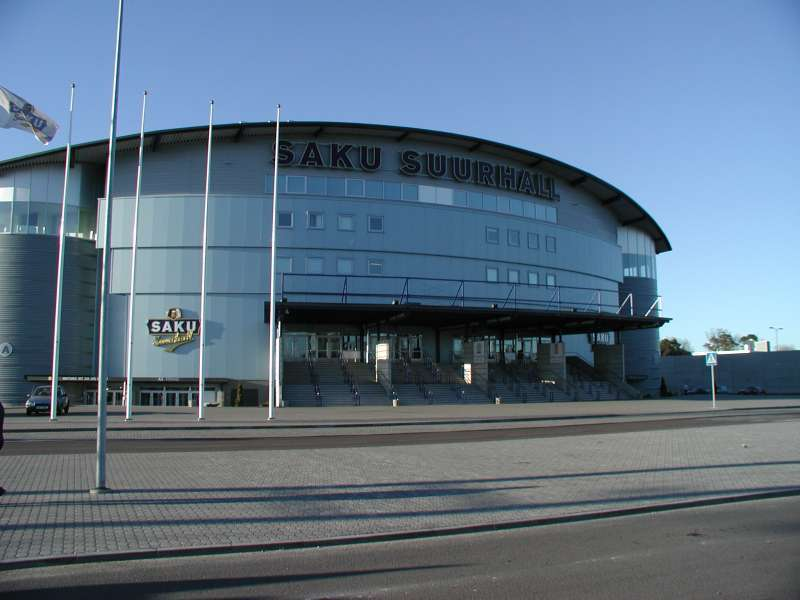
Saku Suurhall

Das Finale fand am 29. Februar 2020 um 19:30 Uhr (EET) in der Saku Suurhall in Tallinn statt. Drei Teilnehmer erreichen das Superfinale.
| Platz | Startnr. | Interpret                   | Lied Musik (M) und Text (T)                                                          | Sprache  | Übersetzung (inoffiziell)               | Jury    | Jury   | Zuschauerstimmen (Televoting & SMS) | Zuschauerstimmen (Televoting & SMS) | Gesamt |
| Platz | Startnr. | Interpret                   | Lied Musik (M) und Text (T)                                                          | Sprache  | Übersetzung (inoffiziell)               | Stimmen | Punkte | Stimmen                             | Punkte                              | Gesamt |
| ----- | -------- | --------------------------- | ------------------------------------------------------------------------------------ | -------- | --------------------------------------- | ------- | ------ | ----------------------------------- | ----------------------------------- | ------ |
| 1.    | 09       | Jaagup Tuisk                | Beautiful Lie M/T: Jaagup Tuisk                                                      | Englisch | Schöne Lüge                             | 65      | 10     | 5.259                               | 10                                  | 20     |
| 2.    | 06       | Uku Suviste                 | What Love Is M/T: Uku Suviste, Sharon Vaughn                                         | Englisch | Was Liebe ist                           | 56      | 7      | 16.880                              | 12                                  | 19     |
| 3.    | 08       | Anett x Fredi               | Write About Me M/T: Frederik Küüts, Anett Kulbin                                     | Englisch | Schreibe über mich                      | 87      | 12     | 3.469                               | 7                                   | 19     |
| 4.    | 11       | Egert Milder                | Georgia (On My Mind) M/T: Kaspar Kalluste, Matteo Capreoli, Egert Milder             | Englisch | Georgien (In meinen Gedanken)           | 38      | 4      | 5.005                               | 8                                   | 12     |
| 5.    | 10       | Traffic                     | Üks kord veel M/T: Victor Crone, Fred Krieger, Vallo Kikas, Stig Rästa               | Estnisch | Noch einmal                             | 46      | 5      | 3.271                               | 6                                   | 11     |
| 6.    | 07       | SHIRA                       | Out In Space M/T: SHIRA ja Karl-Ander Reismann                                       | Englisch | In den Tiefen des Alls                  | 58      | 8      | 2.236                               | 3                                   | 11     |
| 7.    | 03       | STEFAN                      | By My Side M/T: Karl-Ander Reismann, Stefan Airapetjan                               | Englisch | An meiner Seite                         | 46      | 6      | 1.948                               | 2                                   | 8      |
| 8.    | 01       | INGER                       | Only Dream M/T: Inger Fridolin, Karl-Ander Reismann                                  | Englisch | Nur ein Traum                           | 32      | 2      | 2.762                               | 5                                   | 7      |
| 9.    | 04       | Synne Valtri feat. Väliharf | Majakad M/T: Synne Valtri, Jaanus Viskar, Toomas Laur, Gert Gregor Källo, Aapo Ilves | Estnisch | Leuchttürme                             | 12      | 0      | 2.758                               | 4                                   | 4      |
| 10.   | 05       | Uudo Sepp                   | I'm Sorry. I Messed Up M/T: Andrei Zevakin                                           | Englisch | Es tut mir Leid. Ich habe es vermasselt | 38      | 3      | 991                                 | 0                                   | 3      |
| 11.   | 12       | Laura                       | Break Me M/T: Janne Hyöty, Jessica Hyöty, Laura Põldvere                             | Englisch | Brich mich                              | 12      | 0      | 1.504                               | 1                                   | 1      |
| 12.   | 02       | Rasmus Rändvee              | Young M/T: Karl-Ander Reismann, Rasmus Rändvee                                       | Englisch | Jung                                    | 23      | 1      | 999                                 | 0                                   | 1      |

### Juryvoting
| Startnr. | Lied                   | Mads Endgaard | Prince Charles Alexander | Sylvia Massy | Felix Bergsson | Daniel Cantor | Fredi Lunden | Kazka | Kimbra | Brian Henry | Gesamt | Punkte |
| -------- | ---------------------- | ------------- | ------------------------ | ------------ | -------------- | ------------- | ------------ | ----- | ------ | ----------- | ------ | ------ |
| 01       | Only Dream             | 10            | 2                        | 2            | 7              | 4             | –            | 4     | –      | 3           | 32     | 02     |
| 02       | Young                  | 5             | 1                        | –            | 5              |               | 4            | 1     | 2      | 5           | 23     | 01     |
| 03       | By My Side             | 8             | 12                       | 4            | –              | 2             | 6            | 3     | 6      | 7           | 48     | 06     |
| 04       | Majakad                | 1             | –                        | 8            | 1              | 5             | 1            | –     | 3      |             | 19     | 0      |
| 05       | I'm Sorry. I Messed Up | 7             | 6                        | 1            | 3              | 7             | 5            | 5     | –      | 4           | 38     | 03     |
| 06       | What Love Is           | 2             | 4                        | 12           | 12             | 1             | 8            | 10    | 1      | 6           | 56     | 07     |
| 07       | Out in Space           | 4             | 10                       | 10           | 4              | 6             | 3            | 8     | 5      | 8           | 58     | 08     |
| 08       | Write About Me         | 6             | 8                        | 7            | 8              | 12            | 10           | 12    | 12     | 12          | 87     | 12     |
| 09       | Beautiful Lie          | 12            | 7                        | 3            | 10             | 10            | 7            | 2     | 4      | 10          | 65     | 10     |
| 10       | Üks kord veel          | 3             | 5                        | 6            | 6              | 8             | 2            | 7     | 8      | 1           | 46     | 05     |
| 11       | Georgia (On My Mind)   | –             | 3                        | 5            | 2              | –             | 12           | 6     | 10     | –           | 38     | 04     |
| 12       | Break Me               | –             | –                        | –            | –              | 3             | –            | –     | 7      | 2           | 12     | 0      |

### Superfinale
Im Superfinale traten die drei bestplatzierten der ersten Abstimmung noch einmal auf. In dieser Runde zählte das Televoting zu 100 %. Uku Suviste ging hier als Sieger hervor.
| Platz | Startnr. | Interpret     | Lied Musik (M) und Text (T)                      | Zuschauerstimmen (Televoting & SMS) | Zuschauerstimmen (Televoting & SMS) |             |                                              |        |      |
| ----- | -------- | ------------- | ------------------------------------------------ | ----------------------------------- | ----------------------------------- | ----------- | -------------------------------------------- | ------ | ---- |
| Platz | Startnr. | Interpret     | Lied Musik (M) und Text (T)                      | 1.                                  | 1                                   | Uku Suviste | What Love Is M/T: Uku Suviste, Sharon Vaughn | 33.582 | 68 % |
| 2.    | 3        | Jaagup Tuisk  | Beautiful Lie M/T: Jaagup Tuisk                  | 7.944                               | 16 %                                |             |                                              |        |      |
| 3.    | 2        | Anett x Fredi | Write About Me M/T: Frederik Küüts, Anett Kulbin | 7.690                               | 16 %                                |             |                                              |        |      |